# كلير فيرغسون
كلير فيرغسون (بالإنجليزية: Clare McMeniman)‏ هي لاعبة كرة الشبكة أسترالية، ولدت في 11 يوليو 1985 في بريزبان في أستراليا.